# 岐阜市歴史博物館
岐阜市歴史博物館（ぎふしれきしはくぶつかん）は、岐阜県岐阜市の岐阜公園にある博物館。
岐阜城のある金華山麓の岐阜公園にある。主に岐阜市の歴史と伝統工芸を紹介している。織田信長の時代の楽市・楽座などを原寸大で復元した、体感・体験型の展示施設「戦国ワンダーランド」がある。
博物館法上の博物館（登録博物館）である。

## 沿革
- 1972年（昭和47年） - 社会教育委員会の意見書を受けて設立準備。
- 1985年（昭和60年）11月 - 開館。開館記念展「近世大名の生活と美」。
- 1994年（平成6年）4月 - 加藤栄三・東一記念美術館が岐阜市に移管され、歴史博物館の分館となる。
- 1994年（平成6年）11月 - 入館者数100万人を超える。
- 1995年（平成7年）3月 - リニューアルオープンし、新しい総合展示室が披露される。同年11月1日に開館20年を迎える。
- 1996年（平成8年）1月 - 岐阜市・柳津町合併に伴い、柳津町歴史民俗資料館が柳津歴史民俗資料室に改称。歴史博物館の分室となる。
- 2016年（平成28年）10月8日 - 柳津歴史民俗資料室が原三溪記念室にリニューアル。
- 2017年（平成29年）4月1日 - 甲冑研究家・吉田幸平の収集品117件を寄贈され、一部を公開[2]。
- 2020年（令和2年）1月11日 ～2021年（令和3年）2月14日 - 館内の2階に「麒麟がくる 岐阜 大河ドラマ館」が設置された[3]。当初は2021年1月11日までだったが「麒麟がくる」の放送期間変更により延長された。

## 主な収蔵品

### 歴史資料
- 考古資料、絵図、古文書ほか

### 鵜飼関連資料
- 鵜飼用具一式　重要有形民俗文化財
- 「鵜飼遊楽図」六曲1隻　江戸時代中期　紙本著色
- 「長良川上覧鵜飼図」狩野晴真　2幅　江戸時代後期　絹本著色
- 「公家遊楽図」六曲1隻　江戸時代　紙本著色
- 「十二ヶ月花鳥図」狩野洞雲　六曲一双　江戸時代中期　絹本著色
- 「十二ヶ月花鳥図」月岡雪斎　1冊　江戸時代後期　絹本著色
- 「鵜飼図」　松川半山筆　1幅　江戸時代後期　絹本著色
- 「長良川鵜飼図」牧田種麿　1幅　江戸時代後期 - 明治　絹本著色
- 「木曽六十九駅　加納」歌川豊国（三代）画　1枚
- 「鵜飼図長襦袢」
- 「染付鵜飼図大皿」
- 「鵜飼図印籠」

### 伝統工芸品
- 岐阜提灯・岐阜和傘・岐阜団扇をメインに展示

## 分館分室
岐阜市歴史博物館の分館として加藤栄三・東一記念美術館、分室として原三溪記念室がある。

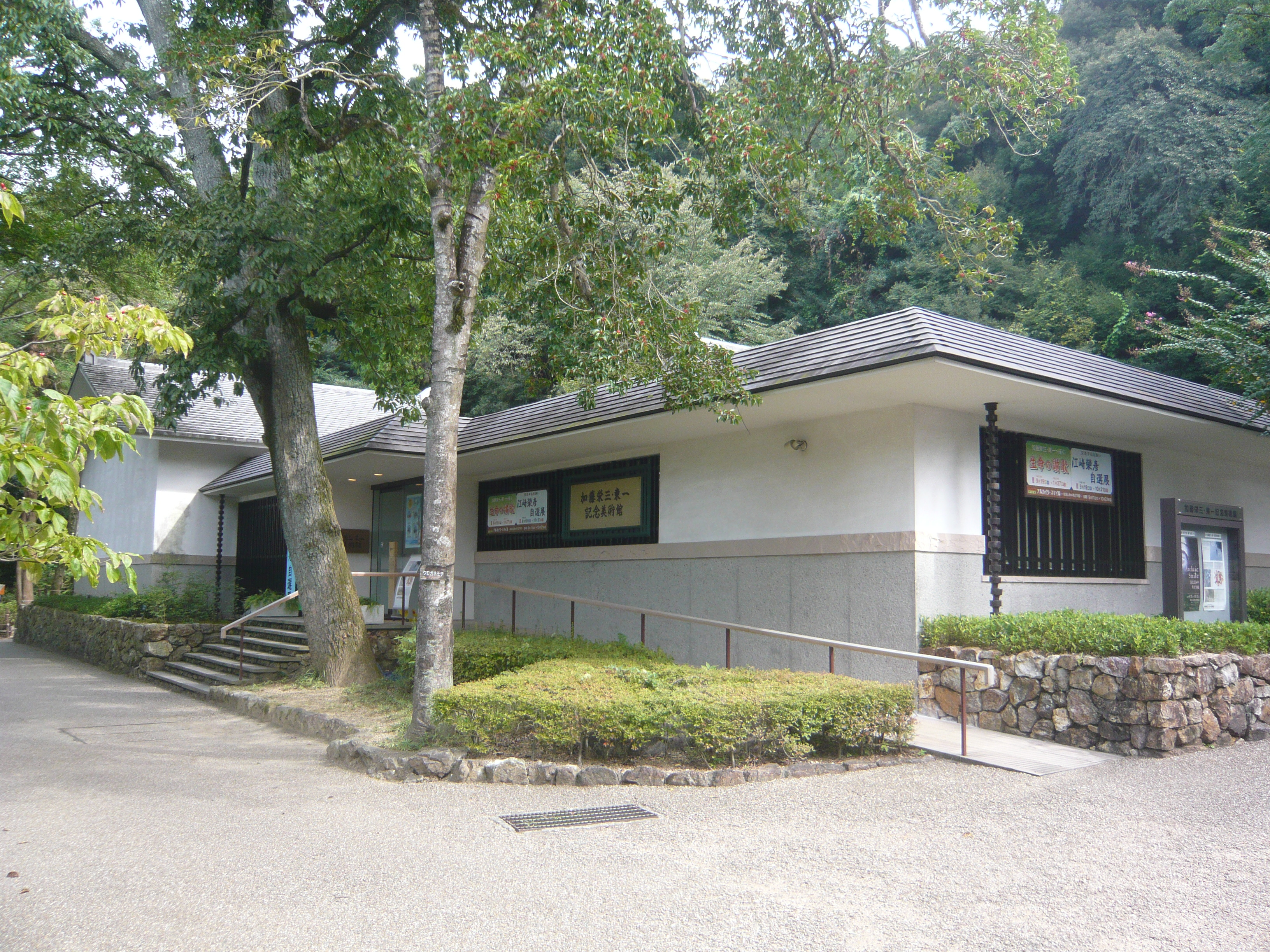
加藤栄三・東一記念美術館

- 加藤栄三・東一記念美術館（本館に隣接）
- 原三溪記念室（岐阜市柳津町）

## 利用案内
開館時間
- 午前9時～午後5時
- 入館は午後4時30分まで

休館日
- 毎週月曜日（月曜日が祝日の場合はその翌日）
- 祝日の翌日
- 年末・年始

入館料
常設観覧料
- 大人：310円
- 小・中学生：150円
- 無料該当者 ①岐阜市内の70歳以上の方（特別展を除く。） ②身体障害者手帳、精神障害者保健福祉手帳、療育手帳、難病に関する医療受給者証の交付を受けている方、及びその介護の方1名※①②の方は証明できるものの提示が必要。（ミライロID可） ③家庭の日(毎月第3日曜日）に入館する中学生以下の方 ④家庭の日(毎月第3日曜日）に入館する中学生以下の方に同伴する家族（高校生以上。特別展を除く。） ⑤岐阜市内の小中学生

本館（常設）・分館共通観覧料
- 大人：520円
- 小・中学生：260円

## 交通アクセス
- JR岐阜駅・名鉄岐阜駅より岐阜バスの長良方面行きに乗車し、「岐阜公園歴史博物館前」で下車。所要時間は「岐阜駅前」バス停から約15分。

## 隣接施設
- 名和昆虫博物館